# Rikačevo
Rikačevo (izvirno srbsko Рикачево) je naselje v Srbiji, ki upravno spada pod Občino Bosilegrad; slednja pa je del Pčinjskega upravnega okraja.

## Demografija
V naselju živi 88 polnoletnih prebivalcev, pri čemer je njihova povprečna starost 45,0 let (38,4 pri moških in 54,4 pri ženskah). Naselje ima 43 gospodinjstev, pri čemer je povprečno število članov na gospodinjstvo 2,53.
Prebivalstvo je večinoma nehomogeno, a v času zadnjih treh popisov je opazno zmanjšanje števila prebivalcev.
|  |

| Demografija | Demografija     | Demografija     |
| Leto        | Št. prebivalcev | Št. prebivalcev |
| ----------- | --------------- | --------------- |
|             |                 |                 |
|             |                 |                 |
|             |                 |                 |
|             |                 |                 |
| 1948        | 332             |                 |
| 1953        | 349             |                 |
| 1961        | 300             |                 |
| 1971        | 259             |                 |
| 1981        | 187             |                 |
| 1991        | 144             | 144             |
| 2002        | 110             | 109             |
|             |                 |                 |

| Etnična sestava po popisu iz leta 2002 | Etnična sestava po popisu iz leta 2002 | Etnična sestava po popisu iz leta 2002 | Etnična sestava po popisu iz leta 2002 | Etnična sestava po popisu iz leta 2002 |
| -------------------------------------- | -------------------------------------- | -------------------------------------- | -------------------------------------- | -------------------------------------- |
| Bolgari                                | Bolgari                                |                                        | 64                                     | 58,71%                                 |
| Srbi                                   | Srbi                                   |                                        | 21                                     | 19,26%                                 |
| Jugoslovani                            | Jugoslovani                            |                                        | 3                                      | 2,75%                                  |
| Makedonci                              | Makedonci                              |                                        | 1                                      | 0,91%                                  |
| Neznano                                | Neznano                                |                                        | 0                                      | 0,0%                                   |